# (400317) 2007 TP332
(400317) 2007 TP332 es un asteroide perteneciente al cinturón exterior de asteroides, descubierto el 11 de octubre de 2007 por el equipo del Spacewatch desde el Observatorio Nacional de Kitt Peak, Arizona, Estados Unidos.

## Designación y nombre
Designado provisionalmente como 2007 TP332.

## Características orbitales
2007 TP332 está situado a una distancia media del Sol de 3,922 ua, pudiendo alejarse hasta 5,204 ua y acercarse hasta 2,639 ua. Su excentricidad es 0,326 y la inclinación orbital 3,261 grados. Emplea 2837,03 días en completar una órbita alrededor del Sol.

## Características físicas
La magnitud absoluta de 2007 TP332 es 16.